# Leopoldo Luque
Leopoldo Jacinto Luque (ur. 3 maja 1949 w Santa Fe, zm. 15 lutego 2021 w Mendozie) – argentyński piłkarz, napastnik. Mistrz świata z 1978.
Luque grał w klubach Unión Santa Fe, Rosario Central, River Plate (5 tytułów mistrza kraju), Racing i Chacarita Juniors. W reprezentacji Argentyny w latach 1975–1981 rozegrał 45 spotkań i strzelił 22 bramki, z tego cztery podczas finałów mistrzostw świata w 1978 roku. Mimo swojej skuteczności Luque pozostawał w cieniu partnera z ataku Mario Kempesa, króla strzelców turnieju.
W sezonie 2007/08 Luque był trenerem czwartoligowego (Torneo Argentino B) klubu Argentino Mendoza.